# Nadagarodes subfasciata
Nadagarodes subfasciata là một loài bướm đêm trong họ Geometridae.